# Hagar Wilde
Hagar Wilde (* 7. Juli 1905 in Toledo, Ohio; † 25. September 1971 in Los Angeles, Kalifornien) war eine US-amerikanische Autorin.

## Leben und Karriere
Hagar Wildes Kurzgeschichte Bringing Up Baby wurde im April 1937 im Collier’s-Magazin veröffentlicht, wodurch sie die Aufmerksamkeit von RKO Pictures und Regisseur Howard Hawks erzielte. Für die gleichnamige Verfilmung ihrer Kurzgeschichte durch Hawks wurde sie nach Hollywood verpflichtet. Sie erhielt 1000 US-Dollar für die Rechte an der Kurzgeschichte, außerdem 10.725 Dollar für ihre Arbeit am Drehbuch. Wilde und ihr Mitautor Dudley Nichols begannen während ihrer Arbeit am Drehbuch eine Romanze. Ein paar Monate später arbeiteten sie noch beim Drehbuch des Fred-Astaire-Films Sorgenfrei durch Dr. Flagg – Carefree zusammen, dann trennten sie sich wieder.
In den 1940er-Jahren war Wilde am Broadway als Autorin der Stücke Guest in the House (1942) und Made in Heaven (1946) tätig. Ersteres Stück lief über einige Monate und wurde auch 1944 mit Anne Baxter und Ralph Bellamy in den Hauptrollen verfilmt. 1949 folgte eine erneute Zusammenarbeit mit Hawks, als sie am Drehbuch zu seiner Komödie Ich war eine männliche Kriegsbraut mitschrieb. In den 1950er-Jahren arbeitete sie als Autorin für zahlreiche US-Fernsehserien, zuletzt im Jahr 1959 für das General Electric Theatre.
Hagar Wilde starb 1971, offenbar mittellos und verbittert, im Alter von 66 Jahren. Einer ihrer Freunde beklagte sich Jahre später an einem Brief an die New York Times, dass Bringing Up Baby zum Zeitpunkt ihres Todes „von Millionen im Spätabendfernsehen genossen wurde. Keine dieser Ausstrahlungen brachte ihr einen Penny“.

## Filmografie (Auswahl)
- 1938: Leoparden küßt man nicht (Bringing Up Baby)
- 1938: Sorgenfrei durch Dr. Flagg – Carefree (Carefree)
- 1944: Guest in the House (Verfilmung ihrer Vorlage, keine aktive Mitarbeit am Drehbuch)
- 1945: Der Tod wohnt nebenan (The Unseen)
- 1949: Ich war eine männliche Kriegsbraut (I Was a Male War Bride)
- 1949: Red, Hot and Blue
- 1950: Graf Orloffs gefährliche Liebe (Shadow of the Eagle)
- 1954–1955: Fireside Theatre (Fernsehserie, 4 Folgen)
- 1956–1959: General Electric Theater (Fernsehserie, 5 Folgen)